# Медыньш, Екабс
Е́кабс Ме́дыньш (латыш. Jēkabs Mediņš, в русском написании также Мединьш, Мединь, в советское время Яков Георгиевич Медынь; 22 марта 1885, Рига — 27 ноября 1971, Рига). народный артист Латвийской ССР.

## Биография
Отец — Юрис Медыньш — был военным музыкантом в русской армии, играл на кларнете. Братья — выдающиеся латышские музыканты Язеп и Янис Медыньши.
В 1903—1905 годах учился в Рижском институте музыки Эмиля Зигерта в классах скрипки, органа и фортепиано, затем совершенствовался в Берлине. Преподавал музыку и руководил хором в учительской семинарии в Валмиере (до 1917 года), затем в 1917—1920 годах — директор музыкального училища в Сызрани.
Вернувшись в независимую Латвию, в 1921—1940 годах работал в Елгаве.
С 1945 года преподавал в Латвийской консерватории, с 1947 года профессор, в 1948—1950 годах ректор. Главный дирижёр республиканских Певческих праздников — 10-го (1948), 11-го (1950) и 12-го (1955). Среди учеников Ян Думинь и другие.

## Сочинения
- «Молодёжная симфоническия» (1955).
- 8 кантат, 11 инструментальных концертов, три струнных квартета (1945, 1953, 1956).
- Около 300 хоровых песен, музыка к кинофильмам, народные песни.